# Угай тихоокеанський
Угай тихоокеанський, також краснопірка-угай тихоокеанська, дрібнолускова краснопірка-угай, (Pseudaspius brandtii) — вид риб родини Leuciscidae. Солонуватоводна анадромна риба.
Є одним з трьох видів краснопірок (дрібнолускова, великолускова, сахалінська краснопірка-угай) які, єдині з родини карпоподібних, здатні нагулюватись протягом тривалого часу в водах з океанічною солоністю.

## Класифікація
Вперше угай тихоокеанський був описаний Бенедиктом Дибовським у 1872 році як Telestes brandti. Російські , а потім і радянські іхтіологи аж до початку 1960-х років визнавали існування лише одного роду Leuciscus brandti, до якого належали Leuciscus brandti, Leuciscus hakonensis, Leuciscus sachalinensis. Здатність цих трьох видів нагулюватись протягом тривалого часу в воді океанічної солоності, область розповсюдження (Далекий Схід), а також особливості нерестового забарвлення свідчать про те, що ця група близько споріднених видів далеко відхилилася від попередника, що належав до роду Leuciscus. На основі генетичних досліджень (швидкість еволюції гена, що кодує синтез цитохрома b) було доведено, що дивергенція далекосхідних краснопірок від спільного попередника Leuciscinae відбулася 10-15 мільйонів років тому. У зв'язку з цим їх було виділено як окремий рід Tribolodon (по первинному написанню Sauvage, 1883), згодом ця назва була визнана синонімом Pseudaspius.

## Загальний опис
Максимальна зареєстрована довжина тіла — 50 см, вага — до 1.5 кг, максимальна тривалість життя — 10 років. Тіло витягнуте, з дрібною лускою. Головною видовою ознакою є кількість лусок в боковій лінії (80-95 для даного виду). Верхня щелепа трохи видається вперед (рот нижній). Спина чорна, боки та черевце світлі. Спинний та хвостовий плавці в темних дрібних плямах. Однією з діагностичних ознак виду є плавальний міхур із загостреним заднім кінцем. Як у всіх карпових,в цього виду шлунок відсутній.
Найбільш чітко міжвидові розбіжності виявляються протягом нересту, коли риби набувають шлюбного забарвлення. У тихоокеанського угая з'являється одна червона смуга нижче бокової лінії та червона пляма на кінці жаберної кришки, яке заходить на початок бокової лінії. У обох статей з'являється перлисте висипання у вигляді слабо помітних білих плям на голові, а в самців — ще на спині та на грудних плавцях. Черево та губи, анальний, грудні та черевні плавці набувають червоного кольору. Луска вростає в шкіру. З'являється слиз на нижній частині тіла.

## Розповсюдження
Ареал охоплює північно-західну Пацифіку від Шантарських островів до Кореї, на південь до 34°N, у річках Сахаліну й Японії, також на островах Ітуруп і Кунашир. У радянські часи його було занесено до Азовського моря, а саме до дельти річки  Кубані, помічено й вздовж азовських берегів України.

## Розмноження та життєвий цикл
Нерестовий хід в південних районах ареалу продовжується з травня по червень-липень, в північних районах може затримуватись до серпня-вересня. Дорослі особини проти течії, наче горбуша проти течії заходять до прісних річок, де відкладають від 2 до 42 тисяч ікринок діаметром від 1.8 до 2.3 мм. Забарвлення ікринок від безкольорового до зеленуватого. Ікра клейка, міцно кріпиться до каменів та гальки. Деякі автори спостерігали закопування цим видом риб ікри до прибережного річкового ґрунту. Після нересту дорослі риби повертаються до моря.
У відносно великих річках молодь затримується в прісній воді на рік, але з малих (коротких) річок личинки майже відразу мігрують  до моря або лагунних озер. Описана деякими дослідниками затримка молоді на нагул в пониззях річок часто пояснюється тим, що статево незрілі та дорослі краснопірки можуть неодноразово протягом року заходити з моря до гирла річок, а на зимування підійматись до річок та лагунних озер.
Відмічено існування гібридів між даним видом та двома іншими видами роду: краснопірками великолусковою та сахалінською.

## Харчування
Молодь живиться личинками комарів, дрібними молюсками та ракоподібними. Дорослі риби в прісноводний період життя є всеїдними: споживають нитчасті водорості, вищі водні рослини, насіння суходольних рослин, які потрапили до води, личинок комах, молюсків, ікру та молодь риб. Зі збільшенням розмірів спостерігається зсув до хижого типу харчування. Активно виїдають молодь лососевих, яку випускають з риборозплідних заводів. У морі дорослі особини живляться, переважно, зоопланктоном. У період нерестового ходу живлення не припиняється, хоча його інтенсивність знижується.

## Господарське використання
Промисел здійснюється неводами різних типів, переважно, в період нерестового ходу. В середині 1970-х років улови складали кілька тисяч тон, в 1990-ті роки знизились до 300–500 тон. Риба продається в свіжому або свіжомороженому вигляді. Є популярним об'єктом аматорського риболовства. На Сахаліні вилов рибаками-аматорами перевищує промисловий. М'ясо смачне, хоча, як у більшості коропових, містить велику кількість дрібних міжм'язових кісток.